# Muhammad Shaban
Muhammad Shaban (Arua, 1º gennaio 1998) è un calciatore ugandese, attaccante dell'Onduparaka e della nazionale ugandese.

## Carriera

### Club
Nel 2015 firma un contratto con l'Onduparaka, squadra della prima divisione ugandese. Nella stagione 2018-2019 ha giocato 5 partite nella prima divisione marocchina con la maglia del Raja Casablanca.

### Nazionale
Debutta in nazionale l'8 novembre 2016, nell'amichevole Uganda-Zambia (0-1). Viene convocato per la Coppa d'Africa 2017.

## Palmarès

### Club

#### Competizioni internazionali
- Coppa della Confederazione CAF: 1

Raja Casablanca: 2018